# Nikolina Babić
Nikolina Babić, po mężu Knežević (ur. 16 lutego 1995 w Sarajewie) – bośniacka koszykarka, występująca na pozycji rozgrywającej, reprezentantka kraju, od 2022 zawodniczka Zabiny Brno.

## Osiągnięcia
Stan na 2 kwietnia 2025, na podstawie, o ile nie zaznaczono inaczej.
Drużynowe
- Mistrzyni:
  - Ligi Adriatyckiej (2018, 2020)
  - Bośni i Hercegowiny (2016)[3]
  - Czarnogóry (2017, 2018, 2019)[4][5][6]
- Wicemistrzyni:
  - Ligi Adriatyckiej (2019)
  - Czech (2023, 2024)[7]
  - Bośni i Hercegowiny (2014, 2015, 2021)[8][9]
- Zdobywczyni pucharu:
  - Czarnogóry (2017–2020)[4][5][6]
  - Czech (2023, 2024)[7]
  - Federalnego Czech (2023)[7]
- Finalistka Pucharu Bośni i Hercegowiny (2016)[3]
- Uczestniczka rozgrywek:
  - Euroligi (od 2024)
  - Eurocup (2021–2024)

### Indywidualne
(* – nagrody i wyróżnienia przyznane przez portal eurobasket.com)
- Największy postęp Ligi Adriatyckiej (2019)*[10]
- Najlepsza*:
  - zawodniczka krajowa ligi bośniackiej (2016)[3]
  - zawodniczka Ligi Adriatyckiej, występująca na pozycji obronnej (2019, 2020)[10]
- Zaliczona do*:
  - I składu:
    - ligi:
      - adriatyckiej (2019, 2020)[10]
      - bośniackiej (2016)[3]
      - zawodniczek krajowych ligi bośniackiej (2016)[3]

    - defensywnego Ligi Adriatyckiej (2019)[10]

  - II składu ligi:
    - bośniackiej (2014)[8]
    - czarnogórskiej (2018)[5]

  - honorable mention ligi adriatyckiej (2018)
- Liderka w asystach ligi: 
  - adriatyckiej  (2016)
  - ligi bośniackiej (2015)[11]

### Reprezentacja
Seniorska
- Uczestniczka:
  - mistrzostw: 
    - świata (2022 – 12. miejsce)
    - Europy (2021 – 5. miejsce)

  - kwalifikacji do:
    - mistrzostw świata (2022)
    - Eurobasketu (2015, 2017, 2019, 2021)

Młodzieżowe
- Mistrzyni Europy U–20 dywizji B (2015)
- Uczestniczka mistrzostw Europy dywizji B:
  - U–20 (2014 – 5. miejsce, 2015)
  - U–18 (2013)